# 中国人民解放军辽宁省军区

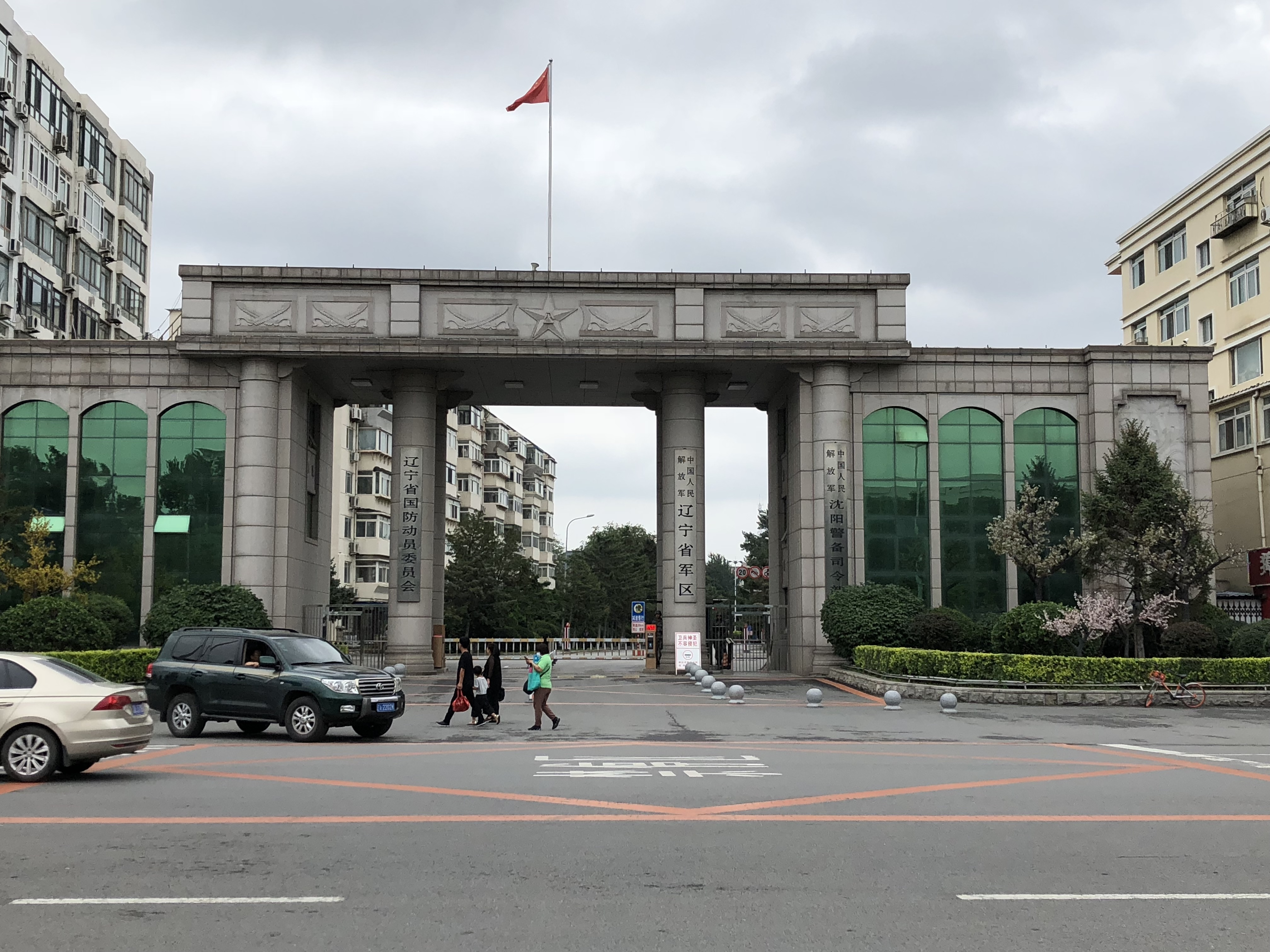

中国人民解放军辽宁省军区，是中国人民解放军现属中央军委国防动员部的一个省级军区，管辖范围为辽宁省。

## 组织结构
- 机关[2]
  - 司令部
  - 政治部
  - 后勤部
- 所辖军事单位
  - 中国人民解放军辽宁省沈阳警备区
  - 中国人民解放军辽宁省大连军分区
  - 中国人民解放军辽宁省鞍山军分区
  - 中国人民解放军辽宁省抚顺军分区
  - 中国人民解放军辽宁省本溪军分区
  - 中国人民解放军辽宁省丹东军分区
  - 中国人民解放军辽宁省锦州军分区
  - 中国人民解放军辽宁省营口军分区
  - 中国人民解放军辽宁省阜新军分区
  - 中国人民解放军辽宁省辽阳军分区
  - 中国人民解放军辽宁省盘锦军分区
  - 中国人民解放军辽宁省铁岭军分区
  - 中国人民解放军辽宁省朝阳军分区
  - 中国人民解放军辽宁省葫芦岛军分区
  - 中国人民解放军外长山要塞区

## 历任司令员
- 贺庆积少将（1955年7月－1968年2月）
- 张海堂少将（1968年2月－1975年6月）
- 杨大易少将（1975年6月－1983年5月）
- 丁剑锐大校（1983年5月－1985年8月）
- 王有翰少将（1985年8月－1990年6月）
- 向经源少将（1990年6月－1996年7月）
- 刘书明少将（1996年7月－1997年5月）
- 王贵勤少将（1997年5月－2002年10月）
- 钱南忠少将（2002年10月－2009年10月）
- 鲍铁印少将（2009年10月－2012年10月）
- 周汉江少将（2012年10月－2016年9月）[3]
- 张联义少将（2016年9月－2021年6月）[4]
- 林火茂少将（2021年6月－2024年9月）
- 孟凡清少将（2024年9月－）[5]

## 历任政委
- 黄欧东（兼任，1954年8月－1959年9月）
- 黄火青（兼任，1959年9月－1967年1月）
- 杨弃少将（1967年1月－1975年4月）
- 李道之少将（1975年4月－1978年4月）
- 任仲夷（兼任，1978年4月－1980年11月）
- 郭峰（兼任，1980年11月－1985年6月）
- 刘东藩少将（1983年6月－1990年6月）
- 马盛林少将（1990年6月－1992年12月）
- 高殿成少将（1993年5月－1998年6月）
- 刘慎思少将（1998年6月－2001年4月）
- 张德友少将（2001年4月－2006年12月）
- 庄红军少将（2006年12月－2009年8月）
- 张林少将（2009年8月－2014年12月）
- 王边疆少将（2014年12月－2020年10月）[6]
- 梁平少将（2020年10月－）